# Pawłowo (obwód leningradzki)
Pawłowo – osiedle typu miejskiego w Rosji, w obwodzie leningradzkim. W 2010 roku liczyło 3250 mieszkańców.